# Pottendorf
Pottendorf osztrák mezőváros Alsó-Ausztria Badeni járásában. 2022 januárjában 7457 lakosa volt. 

## Elhelyezkedése

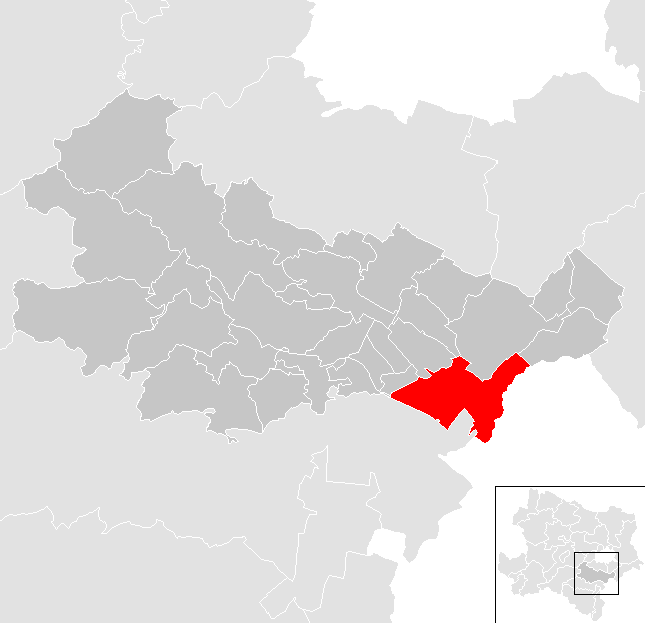
Pottendorf a Badeni járásban

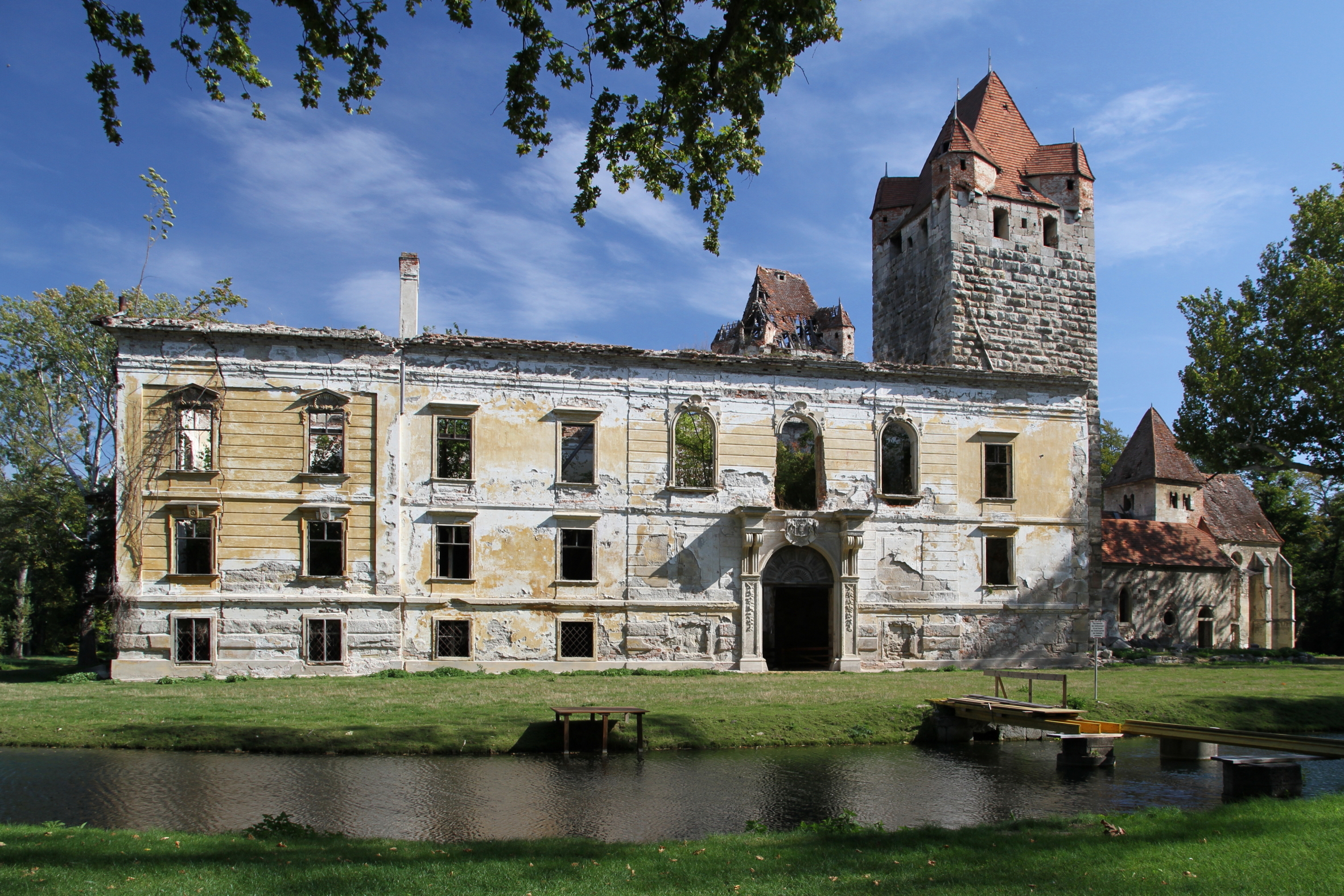
A pottendorfi kastély

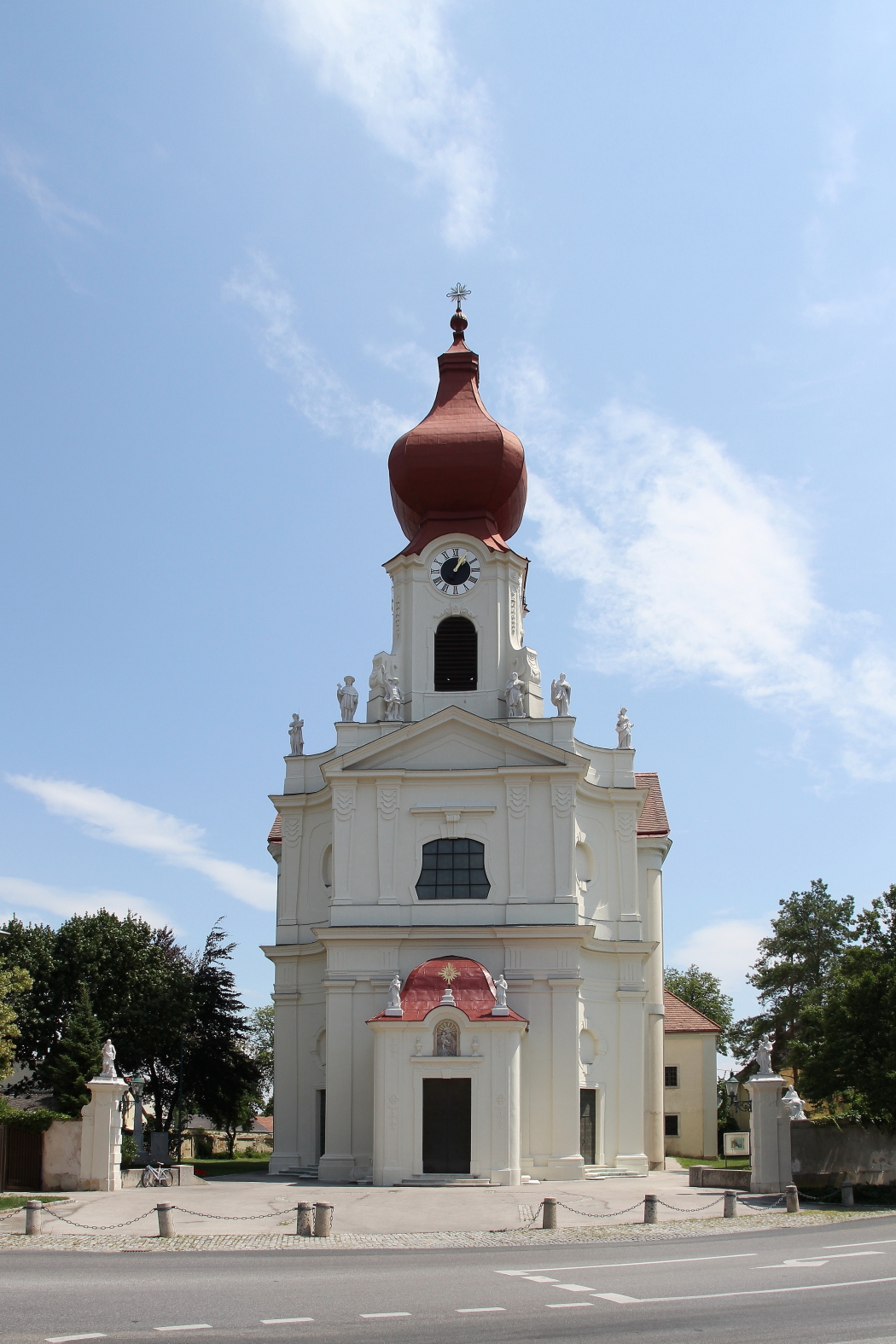
A Szt. Jakab-plébániatemplom

Pottendorf a tartomány Industrieviertel régiójában fekszik, a Neue Fischa folyó és a Werkskanal csatorna között, a Bécsi-medencében. Területének 9,3%-a erdő, 75,3% áll mezőgazdasági művelés alatt. Az önkormányzat 4 települést és településrészt egyesít: Landegg (1088 lakos 2022-ben), Pottendorf (4900), Siegersdorf (612) és Wampersdorf (857).
A környező önkormányzatok: délnyugatra Ebenfurth, északnyugatra Blumau-Neurißhof és Tattendorf, északra Oberwaltersdorf és Ebreichsdorf, északkeletre Seibersdorf, keletre Vimpác, délkeletre Szarvkő, délre Lajtaújfalu (utóbbi 3 Burgenlandban).

## Története
Pottendorf neve feltehetően alapítójától (vagy egyik első lakójától), a 11. századi, bajor nemesi Aribone családhoz tartozó Pothótól származik. 1090 körül megemlítik Rudolf von Pottendorfot, aki a várat építtette. 
1665-ben Nádasdy Ferenc vásárolta meg és az akkor már kastéllyá alakított várban nyomdát alapított. A grófot a Wesselényi-összeesküvésben való részvételéért a pottendorfi kastélyban letartóztatták és 1671 április 30-án Bécsben kivégezték. Birtokait a császár elkobozta. Bécs 1683-as török ostromakor Pottendorf menlevelet vásárolt a törököktől, így a kifosztás helyett csak egy csapat katonát kellett elszállásolnia. Wampersdorfot és Landegget viszont felégették. 1702-ben Gundaker Thomas von Starhemberg gróf szerezte meg a birtokot, ő építtette a barokk plébániatemplomot. 
1802-ben Pottendorfban épült Ausztria első gépesített fonógyára. A terveket John Thornton manchesteri mérnök lopta el Angliából (ami főbenjáró bűn volt ekkor), a vállalkozásba betársuló Esterházy Miklós pedig megvásárolta a pottendorfi birtokot és a gyárépület felépüléséig rendelkezésére bocsátotta a kastélyt. Még 1835-ben is ez volt az ország legnagyobb fonóüzeme, amely 1600 munkást foglalkoztatott (a gyárat 1976-ban zárták be).  
A második világháború végén, 1944 június-december között az Esterházy-birtokon zsidó kényszermunkásokat dolgoztattak. A háború után a kastélyt elhagyták lakói, elhanyagolták és romossá vált.

## Lakosság
A pottendorfi önkormányzat területén 2021 januárjában 7457 fő élt. A lakosságszám 1961 óta gyarapodó tendenciát mutat. 2020-ban az ittlakók 86,9%-a volt osztrák állampolgár; a külföldiek közül 2% a régi (2004 előtti), 5,8% az új EU-tagállamokból érkezett. 4,1% az egykori Jugoszlávia (Szlovénia és Horvátország nélkül) vagy Törökország, 1,2% egyéb országok polgára volt. 2001-ben a lakosok 71,2%-a római katolikusnak, 3,1% evangélikusnak, 2,8% ortodoxnak, 5,9% mohamedánnak, 14% pedig felekezeten kívülinek vallotta magát. Ugyanekkor a legnagyobb nemzetiségi csoportokat a németek (88,5%) mellett a törökök (4,4%), a szerbek (2,9%) és a magyarok (1,2%) alkották.
A népesség változása:

| 2016 | 6 816 |
| 2018 | 7 049 |

## Látnivalók
- a pottendorfi kastély
- a Szt. Jakab-plébániatemplom
- a landeggi Szent kereszt-templom

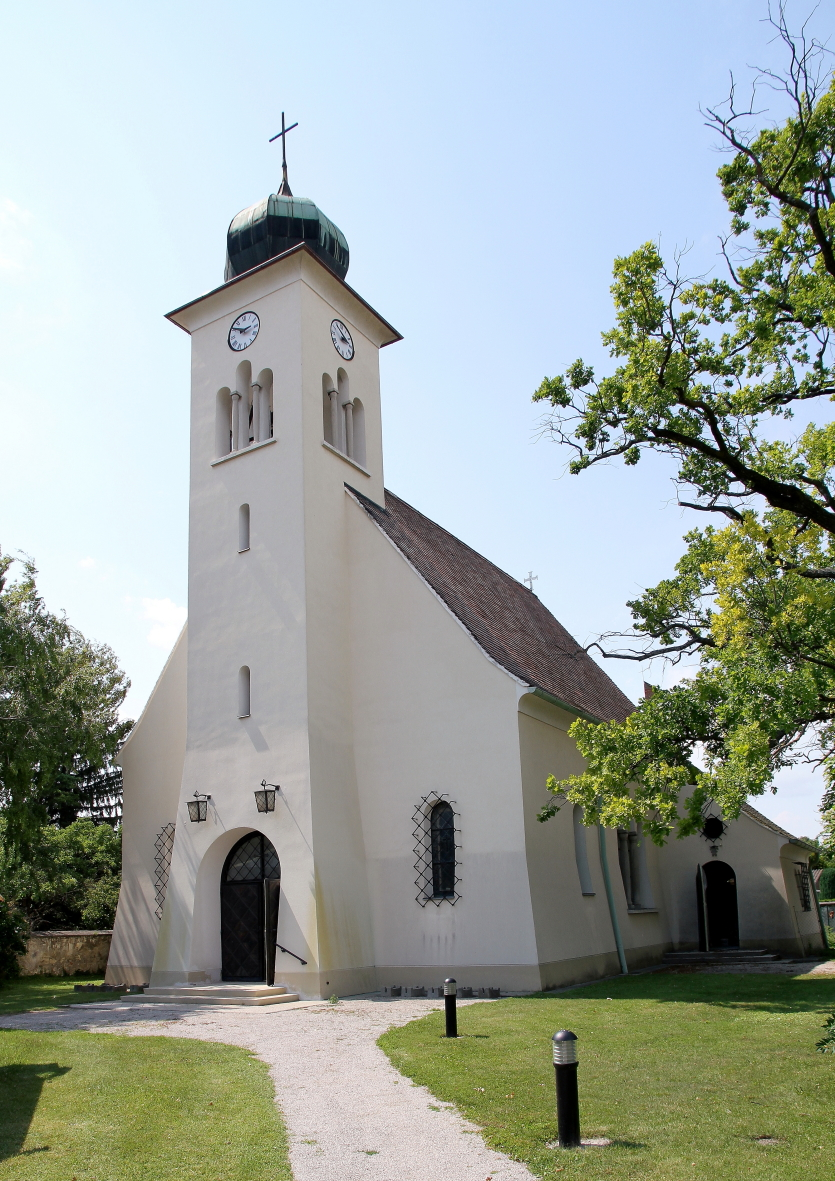
A landeggi Szent kereszt-templom

- a Rother-Hof, a volt Esterházy uradalmi központ, amely ma múzeum

## Fordítás
- Ez a szócikk részben vagy egészben  a   Pottendorf című német Wikipédia-szócikk ezen változatának fordításán alapul.  Az eredeti cikk szerkesztőit annak laptörténete sorolja fel. Ez a jelzés csupán a megfogalmazás eredetét és a szerzői jogokat jelzi, nem szolgál a cikkben szereplő információk forrásmegjelöléseként.